# STUN
STUN (англ. Session Traversal Utilities for NAT) — мережний протокол, який використовується в обхід NAT.[джерело?] Дозволяє користувачу, що знаходиться за межами серверу трансляції адрес, визначити свою зовнішню IP-адресу, спосіб трансляції адреси та порт у зовнішній мережі, пов'язаною[що?] із визначенням внутрішнього номера порту. Ця інформація використовується для встановлення з'єднання UDP між двома хостами тоді, коли вони знаходяться за NAT-маршрутизатором. Протокол визначено RFC 3489.

## Огляд протоколу
STUN — це легкий за використанням ресурсів клієнт-серверний протокол, який вимагає лише простий запит і відповідь через UDP. До прикладу, такі протоколи, як SIP використовують пакети UDP для передачі голосу, онлайн-відео, зображень тощо. У випадку знаходження користувача за NAT, з'єднання не було б встановлено звичайним способом, тому саме STUN тут стає в пригоді.
З'єднання зі STUN-сервером встановлюється через UDP-порт 3478, але сервер пропонує користувачам перевірити також і альтернативну IP-адресу та номер порту. Сервери UDP мають дві IP-адреси. RFC встановлює, що вибір адреси і порту є випадковим. 
STUN — також має вбудовану перевірку на цілісність та достовірність повідомлень (запитів), використовується шифрування TLS. Користувач може обмінюватись інформацією без афішування своєї внутрішньої IP-адреси.

## STUN та пірінгові мережі
Починаючи з версії 2.0 в µTorrent входить протокол STUN . Основна перевага, як і з SIP телефонією, це встановлення зв'язку з іншими торент-клієнтами навіть за відсутності виділеного IP.